# 楊祖
楊祖（1394年—？），字自新，江西撫州府崇仁縣人，明朝政治人物。進士出身。

## 生平
江西鄉試第一百十四名。宣德五年（1430年）丁丑科會試第七十名，殿試登進士第二甲第二十三名。

## 家族
曾祖父楊榮可。祖父楊寶叔。父亲楊思立。